# Tomas Bodin
Tomas Bodin (9 aprile 1959) è un tastierista e compositore svedese, membro della progressive rock band The Flower Kings.

## Discografia
- An Ordinary Night in my Ordinary Life (1996)
- Pinup Guru (2002)
- Sonic Boulevard (2003)
- Swedish Family: Vintage prog (2004)
- I AM (2005)